# Кириченко, Николай Михайлович
Николай Михайлович Кириченко (бел. Мікалай Міхайлавіч Кірычэнка; 16 марта 1946, Молодечно, БССР, СССР — 14 августа 2018, Минск, Беларусь) — советский и белорусский актёр, Народный артист Беларуси (2006), Заслуженный артист Беларуси (1998), профессор, в 2005—2009 годах — директор Национального академического театра имени Янки Купалы.

## Биография
Родился в смешанной семье: отец — украинец, мать — армянка. В 1969 году окончил актёрский факультет Белорусского театрального-художественного института (курс Д. Орлова).

### Работа в театре
- С 1969 по 1971 годы — актёр Брестского областного театра драмы.
- С 1971 года — в составе Национального академического театра имени Янки Купалы.
- 2005—2009 годах — директор Национального академического театра имени Янки Купалы.

### Личная жизнь
Был женат четыре раза.
Четвёртая жена – Снежана Тимчик.
Две дочери – от второго и четвёртого супружеских союзов.

## Театральные работы
- Шиндин («Мы, нижеподписавшиеся» А.Гельмана)
- Холод («Звон — не молитва» И. Чигринова)
- Человек в белом («Больше чем дождь» по мотивам пьесы «Чайка» А. Чехова)
- Фирс («С. В.» по пьесе «Вишнёвый сад» А. Чехова)
- Солёный («Три сестры» А. Чехова)
- Полоний («Гамлет» У. Шекспира)
- Банко («Макбет» У. Шекспира)
- Вагин («Дети солнца» М. Горького)
- Несчастливцев («Лес» А. Островского)
- Люнгстран («Женщина с моря» Г. Ибсена)
- Жорж («Ужасные родители» Ж. Кокто)
- Корытин («Жизнь Корытина» А. Поповой)
- Финиган («Гарольд и Мод» Ж.-К. Карьера, К. Хигинса)
- Алексей («Пирамида Хеопса» Ю. Ломовцева)
- Джон («Кровавая Мэри» Д. Бойко)
- Гайдук («Идиллия» В. Дунина-Мартинкевича)
- Ягайло («Князь Витовт» А. Дударева)
- Адам («Потерянный рай» А.Курейчика)
- Йоран Перссон («Эрик XIV» А.Стриндберга)

## Фильмография
- 2018 — Вокально-криминальный ансамбль — Гиви Отарович, директор рынка
- 2017 — Акушерка — отчим
- 2017 — Обрыв — директор свинофермы
- 2015 — Алхимик. Эликсир Фауста — Захар Семёнович, директор часовой мастерской
- 2013 — Привет от Катюши — генерал
- 2012—2013 — Белые волки — Николай Михайлович, главный бухгалтер строительной компании
- 2012 — Санта Лючия — судья
- 2012 — Охота на гауляйтера — доктор
- 2012 — Однолюбы — эпизод
- 2011 — ПираМММида — спец
- 2010 — Ирония удачи
- 2010 — Журов-2 — крысолов
- 2010 — Пятый день | Фильм 1
- 2009 — Человек, который знал всё — Альберто Ризотто
- 2009 — Сёмин — Левитин
- 2009 — Отступники | Фильм № 2
- 2009 — Инсайт — Арнольд Кондратьевич
- 2009 — Детективное агентство «Иван да Марья» — Крутояров
- 2009 — Дело о ласковом море | Фильм № 8
- 2009 — Дастиш фантастиш — Квинто, бандит
- 2009 — Вольф Мессинг: видевший сквозь время — Фридман
- 2007 — Щит отечества
- 2007 — Скульптор смерти — Толиев
- 2007 — Девять дней до весны — Чиновник
- 2006 — Письмо Феллини — маэстро Феллини (главная роль)
- 2006 — Знаки любви (Signs of Love) — эпизод
- 2005 — Три талера — посол Франции
- 2004 — Мужчины не плачут — Соин
- 2004 — Эрик XIV (Эрык XIV, фильм-спектакль) — Йоран Перссон
- 2004 — Говорите громче! За вами наблюдают… — Яков Михайлович, бухгалтер
- 2003 — Тартарен из Тараскона — мэр города
- 2003 — Небо и Земля
- 2003 — Между жизнью и смертью — эпизод
- 2003 — Анастасия Слуцкая — боярин Ходасевич
- 2001 — В августе 44-го… — генерал-майор Мохов
- 2000 — Алхимики — Судья
- 1999 — Ускоренная помощь 1 — мафиози
- 1999 — Чистые руки | Серия 6
- 1999 — Каменская-1 — Иштван Бартош
- 2000 — Смерть и немного любви | фильм 6
- 1998 — Убить лицедея — Стожич, криминальный делец
- 1998 — Проклятый уютный дом — Щапся, корчмарь
- 1998 — Привет от Чарли-трубача — Зубов
- 1996 — Птицы без гнёзд — Янка Гениюш, муж Ларисы
- 1995 — Западня для зубра. Витовт
- 1994 — Западня для зубра. Ягайло. — Ягайло
- 1993 — Чёртовы куклы — Арчи Хоуп, сотрудник Танкидиса
- 1992 — Прийди и виждь — князь Ягайло, сын Ольгерда
- 1991 — Хэппи энд
- 1990 — Ай лав ю, Петрович — эпизод
- 1988 — Рядовые (фильм-спектакль) — телефонист
- 1988 — Воля Вселенной — эпизод
- 1983 — Счастье Никифора Бубнова — Савка
- 1980 — Аистёнок — эпизод
- 1979 — Задача с тремя неизвестными — свидетель
- 1978 — Пуск
- 1972 — После ярмарки — эпизод
- 1972 — Факир на час — командировочный
- 1967 — Надпись на срубе — студент

## Педагогическая деятельность
Работал в Белорусской государственной академии искусств с 1987 года.
Профессор кафедры. Преподавал мастерство актёра. Являлся художественным руководителем курса актёров драматического театра и кино.

## Награды
- Заслуженный артист Беларуси (1998).
- Лауреат премии Игната Буйницкого (1999).
- Народный артист Беларуси (2006).
- Лауреат Специальной премии Президента Республики Беларусь деятелям культуры и искусства (2006).
- Ордена Ломоносова (2006).
- Призёр и лауреат международных театральных и кинофестивалей.